# Хофман, Леопольд (футболист)
Леопо́льд Хо́фман (нем. Leopold Hofmann; 31 октября 1905, Вена — 9 января 1976, там же) — австрийский футболист, полузащитник.
Известен выступлениями за клуб «Фёрст», а также национальную сборную Австрии.
Двукратный чемпион Австрии. Обладатель Кубка Митропы.

## Клубная карьера
Во взрослом футболе дебютировал в 1924 году выступлениями за команду клуба «Фёрст», цвета которой и защищал на протяжении всей своей карьеры, длившейся целых шестнадцать лет.
Умер 9 января 1976 года на 71-м году жизни.

## Выступления за сборную
В 1925 году дебютировал в официальных матчах в составе национальной сборной Австрии. В течение карьеры в национальной команде, которая длилась 13 лет, провел в форме главной команды страны 27 матчей, забив 1 гол.
В составе сборной был участником чемпионата мира 1934 года в Италии.

## Титулы и достижения
- Чемпион Австрии (2):

«Фёрст»: 1931, 1933
- Обладатель Кубка Австрии (3):

«Фёрст»: 1929, 1930, 1937
- Обладатель Кубка Митропы:

«Фёрст»: 1931

## Статистика
Статистика выступлений в официальных матчах:
| Сезон            | Команда          | Чемпионат        | Чемпионат | Чемпионат | Кубок | Кубок | Кубок Митропы | Кубок Митропы | Сборая | Сборая |
| Сезон            | Команда          | Лига             | Игры      | Голы      | Игры  | Голы  | Игры          | Голы          | Игры   | Голы   |
| ---------------- | ---------------- | ---------------- | --------- | --------- | ----- | ----- | ------------- | ------------- | ------ | ------ |
| 1924/25          | «Фёрст»          | Д-1              | 8         | 0         | 4     | 0     | —             | —             | 1      | 0      |
| 1925/26          | «Фёрст»          | Д-1              | 24        | 0         | 5     | 0     | —             | —             | —      | —      |
| 1926/27          | «Фёрст»          | Д-1              | 23        | 1         | 1     | 0     | —             | —             | 3      | 0      |
| 1927/28          | «Фёрст»          | Д-1              | 23        | 2         | 2     | 0     | —             | —             | 4      | 0      |
| 1928/29          | «Фёрст»          | Д-1              | 22        | 1         | 5     | 1     | —             | —             | —      | —      |
| 1929/30          | «Фёрст»          | Д-1              | 20        | 2         | 5     | 0     | 4             | 0             | 3      | 0      |
| 1930/31          | «Фёрст»          | Д-1              | 16        | 0         | 7     | 0     | 2             | 0             | 2      | 0      |
| 1931/32          | «Фёрст»          | Д-1              | 22        | 0         | 2     | 1     | 6             | 1             | 4      | 0      |
| 1932/33          | «Фёрст»          | Д-1              | 22        | 0         | 3     | 0     | 4             | 0             | 1      | 0      |
| 1933/34          | «Фёрст»          | Д-1              |           |           |       |       |               | 0             | 1      | 0      |
| 1934/35          | «Фёрст»          | Д-1              |           |           |       |       | —             | —             | 4      | 0      |
| 1935/36          | «Фёрст»          | Д-1              |           |           |       |       |               | 0             | 1      | 1      |
| 1936/37          | «Фёрст»          | Д-1              |           |           |       |       |               | 0             | 2      | 0      |
| 1937/38          | «Фёрст»          | Д-1              |           |           |       |       |               | 0             | 1      | 0      |
| 1938/39          | «Фёрст»          | Д-1              |           |           | —     | —     | —             | —             | —      | —      |
| Всего за карьеру | Всего за карьеру | Всего за карьеру |           |           |       |       |               | 1             | 27     | 1      |